# リンカーン聖書

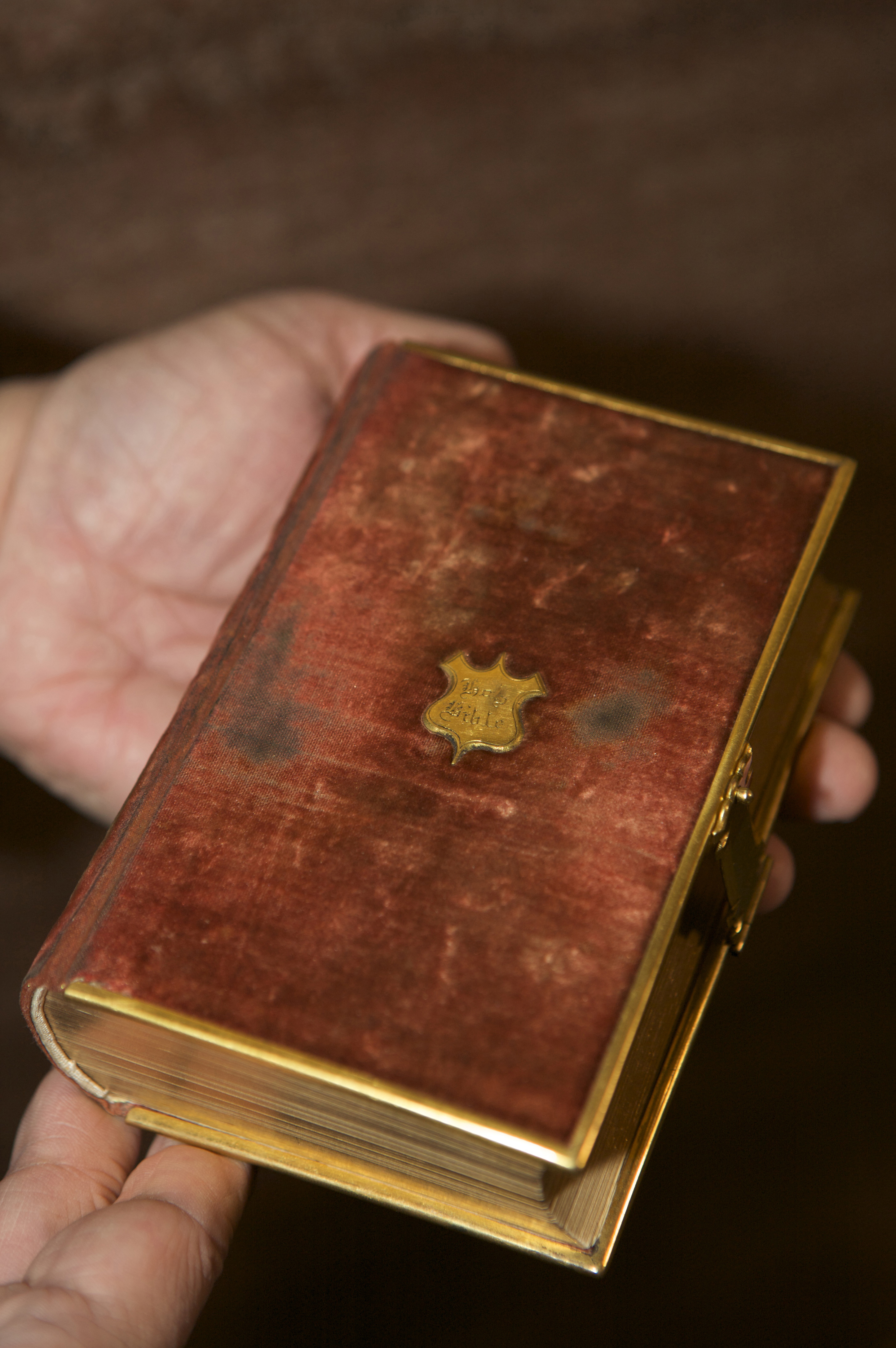
リンカーン聖書

リンカーン聖書（リンカーンせいしょ、The Lincoln Bible）は、エイブラハム・リンカーンの1861年のアメリカ合衆国大統領就任宣誓で使用した聖書。オックスフォード大学出版局版の欽定訳聖書で、1853年に出版された。ページ数は1280ページで、縦6インチ（150ミリメートル）、横4インチ（100ミリメートル）、厚さ1.75インチ（44ミリメートル）であり、バーガンディー（茶色味の強いワインレッド）のベルベットにギルディングの縁取りが施されている。裏表紙には、1861年の就任式の記録とともに、合衆国最高裁判所の印が貼られている。この聖書自体は希少価値のあるものではなく、「リンカーンが使用した」という歴史的意義を持たない同種の聖書ならば30ドルから40ドル程度の評価となる。

## 歴史

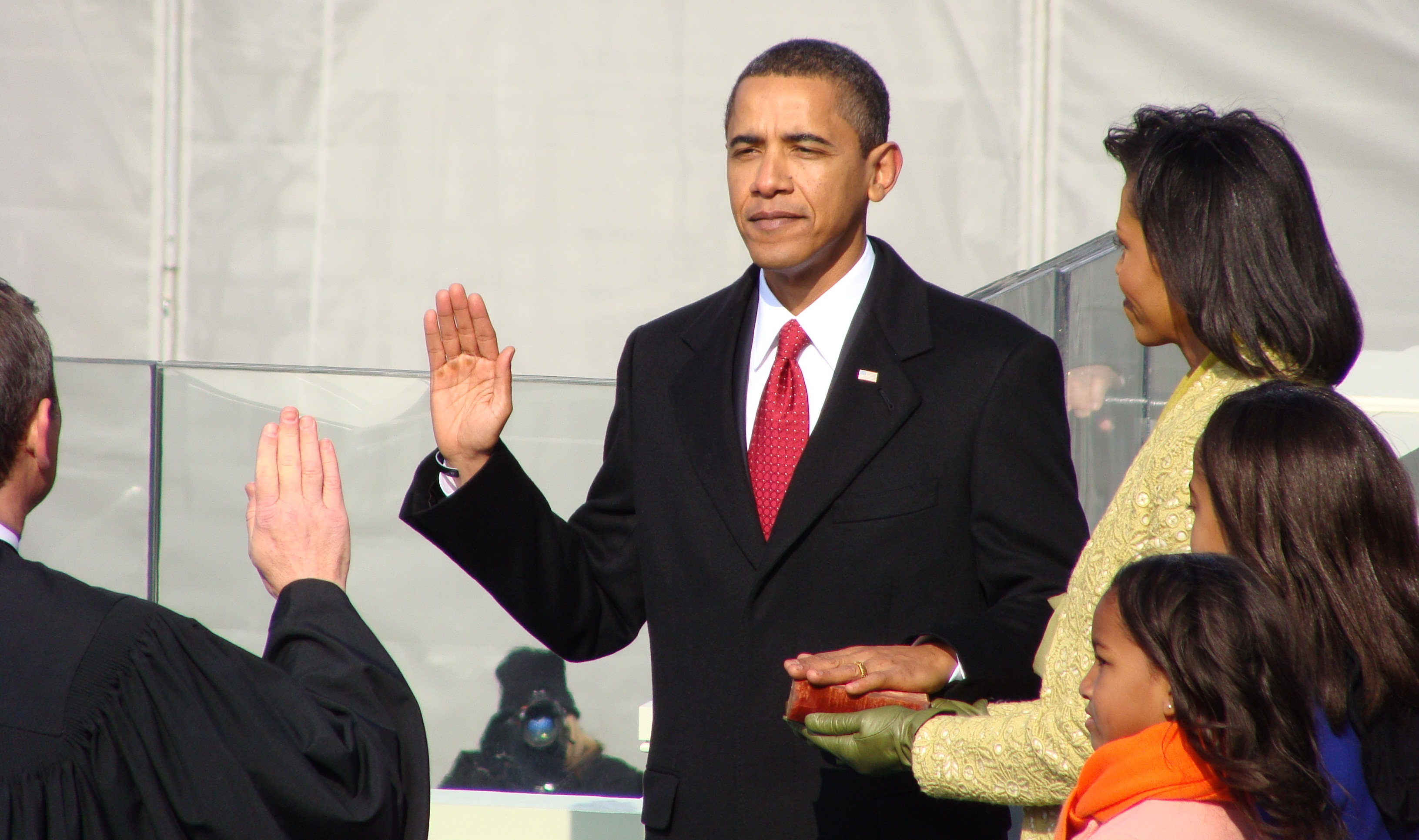
リンカーン聖書を使ってアメリカ合衆国大統領就任宣誓を行うバラク・オバマ（2009年1月20日）

1861年、エイブラハム・リンカーンは大統領就任式のためにワシントンD.C.に到着した。リンカーンの持ち物はまだ届いておらず、その中には自身の聖書も含まれていた。そのため、合衆国最高裁判所書記官ウィリアム・トーマス・キャロルが持っていた聖書が宣誓式で使用された。これが今日「リンカーン聖書」と呼ばれる聖書である。宣誓式の後キャロルに返還されたが、リンカーンの暗殺後にキャロルからリンカーン家に譲渡された。1928年、リンカーン大統領の長男ロバートの未亡人のメアリーがアメリカ議会図書館に寄贈した。寄贈された聖書には、申命記の第31章とホセア書の第4章に印が付けられていた。
バラク・オバマは、2009年と2013年の大統領就任式でこの聖書を使用した。この聖書は、2009年の2月から5月まで、リンカーン生誕200年を記念してアメリカ議会図書館で展示された。2016年9月14日、カーラ・ヘイデンが第14代アメリカ議会図書館館長として宣誓する際に、この聖書が使用された。ドナルド・トランプは、2017年1月20日の就任式で、自身が幼少期に使っていた聖書の上にこの聖書を重ね、その上に手を載せて宣誓した。トランプは2025年1月20日の2度目の就任式で、母親から贈られた幼少期に使っていた聖書とともに再びリンカーン聖書を使ったが、就任宣誓の際には2017年とは違いどちらの聖書にも手を置かなかった。